# Campionati europei di sollevamento pesi 2025 - 64 kg femminile
Le gare di sollevamento pesi della categoria fino a 64 kg femminile — pesi medi — dei campionati europei del 2025 si sono svolte il 16 aprile 2025 a Chișinău presso la Chișinău Arena.

## Programma
L'orario indicato corrisponde a quello moldavo (UTC+03:00)
| Data           | Orario | Evento   |
| -------------- | ------ | -------- |
| 16 aprile 2025 | 10:00  | Gruppo C |
| 16 aprile 2025 | 13:00  | Gruppo B |
| 16 aprile 2025 | 19:00  | Gruppo A |

## Medagliate
Per ciascun esercizio, le prime tre classificate sono le seguenti:
| Esercizio | Oro          | Oro    | Argento           | Argento | Bronzo             | Bronzo |
| --------- | ------------ | ------ | ----------------- | ------- | ------------------ | ------ |
| Strappo   | Aysel Özkan  | 100 kg | Svitlana Moskvina | 100 kg  | Dzijana Maisejevič | 99 kg  |
| Slancio   | Sarah Davies | 127 kg | Vicky Graillot    | 123 kg  | Naroa Arrasate     | 122 kg |
| Totale    | Sarah Davies | 223 kg | Aysel Özkan       | 222 kg  | Svitlana Moskvina  | 221 kg |

## Record
Prima di questa competizione, i record mondiali ed europei esistenti erano i seguenti:
| Record mondiale | Strappo | Deng Wei      | 117 kg | Tianjin, Cina   | 11 dicembre 2019 |
| Record mondiale | Slancio | Ri Suk        | 149 kg | Manama, Bahrein | 10 dicembre 2024 |
| Record mondiale | Totale  | Ri Suk        | 264 kg | Manama, Bahrein | 10 dicembre 2024 |
| Record europeo  | Strappo | Loredana Toma | 114 kg | Mosca, Russia   | 6 aprile 2021    |
| Record europeo  | Slancio | Loredana Toma | 136 kg | Roma, Italia    | 29 gennaio 2020  |
| Record europeo  | Totale  | Loredana Toma | 249 kg | Roma, Italia    | 29 gennaio 2020  |

## Risultati
| Pos. | Atleta                         | Gr. | Peso atleta | Strappo (kg) | Strappo (kg) | Strappo (kg) | Strappo (kg) | Slancio (kg) | Slancio (kg) | Slancio (kg) | Slancio (kg) | Totale |
| Pos. | Atleta                         | Gr. | Peso atleta | 1            | 2            | 3            | Pos.         | 1            | 2            | 3            | Pos.         | Totale |
| ---- | ------------------------------ | --- | ----------- | ------------ | ------------ | ------------ | ------------ | ------------ | ------------ | ------------ | ------------ | ------ |
|      | Sarah Davies (GBR)             | A   | 64.00       | 96           | 96           | 99           | 6            | 123          | 125          | 127          |              | 223    |
|      | Aysel Özkan (TUR)              | A   | 63.80       | 96           | 100          | 102          |              | 116          | 120          | 122          | 4            | 222    |
|      | Svitlana Moskvina (UKR)        | A   | 63.30       | 98           | 100          | 102          |              | 117          | 121          | 123          | 7            | 221    |
| 4    | Dzijana Maisejevič (AIN)       | A   | 63.65       | 95           | 98           | 99           |              | 115          | 118          | 121          | 5            | 220    |
| 5    | Nuray Gungor (TUR)             | A   | 63.85       | 96           | 100          | 101          | 5            | 117          | 121          | 123          | 6            | 217    |
| 6    | Helena Avendano (ESP)          | A   | 63.80       | 93           | 93           | 98           | 4            | 118          | 121          | 121          | 9            | 216    |
| 7    | Galya Shatova (BUL)            | A   | 63.85       | 92           | 95           | 97           | 13           | 116          | 119          | 122          | 8            | 211    |
| 8    | Vicky Graillot (FRA)           | A   | 63.95       | 88           | 91           | 92           | 20           | 118          | 122          | 123          |              | 211    |
| 9    | Tamara Arunović (SRB)          | B   | 64.00       | 93           | 95           | 95           | 7            | 112          | 113          | 114          | 14           | 209    |
| 10   | Vitaliia Fylypiv (UKR)         | B   | 64.00       | 92           | 94           | 96           | 11           | 111          | 115          | 117          | 11           | 209    |
| 11   | Chiara Piccinino (ITA)         | B   | 64.00       | 90           | 94           | 96           | 10           | 110          | 114          | 117          | 13           | 208    |
| 12   | Patricie Ježková (CZE)         | B   | 63.80       | 89           | 92           | 95           | 9            | 109          | 112          | 113          | 16           | 208    |
| 13   | Anca Grosu (ROU)               | B   | 63.50       | 90           | 94           | 94           | 16           | 112          | 116          | 116          | 10           | 206    |
| 14   | Sabine Kusterer (GER)          | B   | 62.85       | 89           | 91           | 93           | 14           | 110          | 114          | 114          | 15           | 205    |
| 15   | Wiktoria Wołk (POL)            | A   | 62.75       | 90           | 90           | 94           | 17           | 110          | 113          | 115          | 12           | 205    |
| 16   | Marit Årdalsbakke (NOR)        | B   | 64.00       | 88           | 91           | 94           | 12           | 106          | 110          | 112          | 17           | 204    |
| 17   | Paula Zikowsky (AUT)           | C   | 63.05       | 88           | 91           | 91           | 18           | 103          | 106          | 108          | 19           | 196    |
| 18   | Joana Chong (POR)              | C   | 63.60       | 85           | 90           | 90           | 15           | 105          | 110          | 112          | 21           | 195    |
| 19   | Eva Stassijns (BEL)            | C   | 62.65       | 81           | 84           | 87           | 21           | 101          | 105          | 107          | 20           | 194    |
| 20   | Katla Björk Ketilsdóttir (ISL) | C   | 61.35       | 85           | 88           | 90           | 19           | 101          | 105          | 107          | 23           | 193    |
| 21   | Hannah Crymble (IRL)           | C   | 62.80       | 83           | 86           | 87           | 22           | 101          | 105          | 107          | 22           | 192    |
| 22   | Amalie Løvind Årsten (DEN)     | C   | 61.20       | 81           | 84           | 84           | 25           | 105          | 109          | 112          | 18           | 190    |
| 23   | Bibiána Večeřová (SVK)         | C   | 63.70       | 83           | 86           | 88           | 23           | 102          | 105          | 106          | 24           | 185    |
| 24   | Helena Rønnebæk (DEN)          | C   | 62.55       | 80           | 83           | 83           | 24           | 101          | 105          | 106          | 25           | 184    |
| 25   | Cristina Stanciu (ROU)         | C   | 63.95       | 80           | 83           | 83           | 26           | 98           | 101          | 104          | 26           | 181    |
| 26   | Rachel Monaghan (IRL)          | C   | 61.80       | 71           | 74           | 77           | 28           | 94           | 97           | 100          | 27           | 177    |
| 27   | Petra Pavlić (SLO)             | C   | 62.60       | 73           | 78           | 81           | 27           | 90           | 90           | 95           | 28           | 168    |
| 28   | Azra Alatović (BIH)            | C   | 62.65       | 63           | 66           | 66           | 29           | 80           | 83           | 85           | 29           | 151    |
| —    | Naroa Arrasate (ESP)           | B   | 64.00       | 90           | 90           | 90           | —            | 117          | 120          | 122          |              | —      |
| —    | Myrthe Timmermans (NED)        | B   | 64.00       | 85           | 85           | 85           | —            | —            | —            | —            | —            | —      |
| —    | Martina Chiacchio (ITA)        | A   | 63.80       | 95           | 99           | 99           | 8            | —            | —            | —            | —            | —      |